# Aurés
El Aurés u Orés (en amazig: Awras) hace referencia a  una extensión de la cordillera del Atlas y a una región sociolingüística en el este de Argelia, que limita con el este del Atlas sahariano, en el este de Argelia y noroeste de Túnez.
La región representa una de las áreas menos desarrolladas del Magreb. Las tribus Shawia practican la transhumancia y la agricultura aterrazada en montañas donde crece sorgo y algunos vegetales, pero deben trasladar su cabaña ganadera hacia áreas más templadas, donde viven en tiendas e infraviviendas para pasar el invierno con el ganado.

## Historia

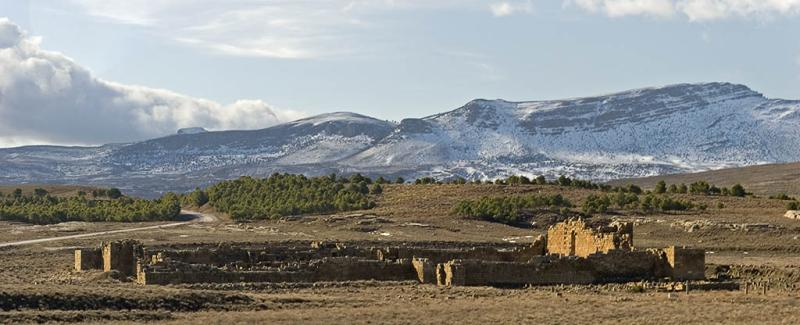
Fuerte bizantino frente a la Cordillera de Belezma.

Históricamente, el Aurés sirvió de refugio a las tribus bereberes, formando una base de resistencia contra los romanos, vándalos, bizantinos y árabes (como en el caso de la Kahina).
El Aurés ha formado el núcleo de origen de los Zenatas (Maghraouas, Banū Ifrēn, Djerawa, Ziyánidas, Meriníes, etc.). Según Ibn Jaldún, Medghassen fue el patriarca ancestral de los Zenatas.
En esta región comenzó la guerra de la Independencia argelina.

## Geografía

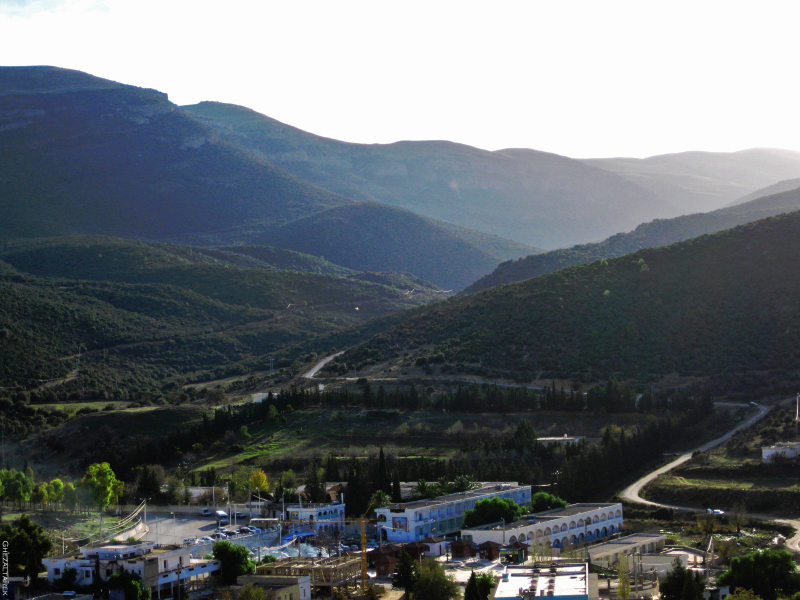
Vista del Monte Hammam Essalhine.

No tan altas como las montañas del Alto Atlas de Marruecos, las montañas de Aurès son la continuación del este del Atlas sahariano. El pico más alto, con 2328 m, es el Djebel Chélia en la provincia de Jenchela.

## Habitantes
En el este de Argelia, los Aurès es una amplia región de habla bereber, hogar de los chaouis. Los chaouis  practican la trashumancia tradicional, la agricultura en terrazas de piedra fija en las montañas en las que se cultiva el sorgo, así como otros granos y verduras. Cuando llega la temporada, mueven el ganado a zonas relativamente cálidas en los valles de tierras bajas, donde ubican sus tiendas o viven en otras estructuras temporales y cuidan el ganado durante el invierno.